# Great Bernera
La isla de Great Bernera (o simplemente Bernera; en gaélico escocés: Bearnaraigh Mòr) es una pequeña isla del archipiélago de las Hébridas Exteriores, en la costa occidental de Escocia.

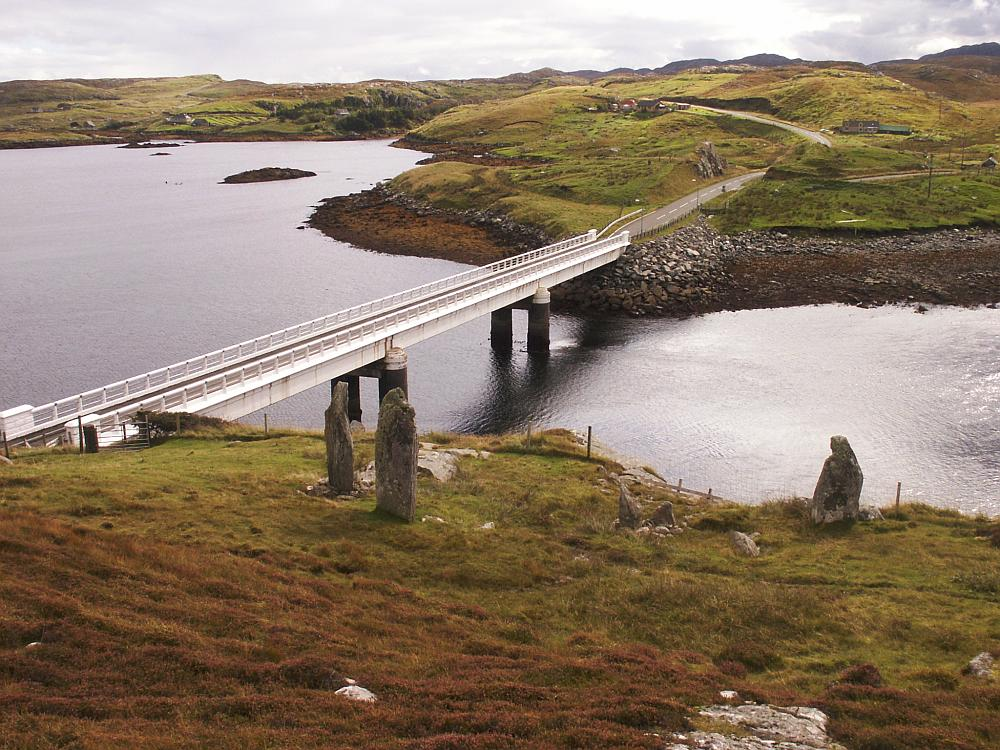
Tursachan, el monumento megalitico Callanish VIII y el puente que conecta con la isla de Lewis.

- Datos: Q496364
- Multimedia: Great Bernera / Q496364